# Shanksville
Shanksville – miasteczko w Stanach Zjednoczonych w hrabstwie Somerset Country w Pensylwanii. Miejscowość ta jest znana z katastrofy lotniczej samolotu pasażerskiega Boeing 757, która miała miejsce 11 września 2001 roku. Samolot ten miał zostać wykorzystany przez terrorystów z organizacji Al-Ka'ida do przeprowadzenia ataku na Biały Dom lub Kapitol.